# 早川兼猶
早川 兼猶（はやかわ かねなお）は、江戸時代後期の薩摩藩士。早川兼備（早川安積）の養祖父。
享保14年（1729年）3月25日、島津吉貴より、早川茂左衛門（福姫の侍者）の長男早川兼武、および、三男早川兼猶が永列藩臣として職禄を受ける。よって、早川兼猶家の初代となる。

## 生涯
※月日は旧暦
- 元禄13年（1700年）、早川茂左衛門の三男として武蔵国荏原郡芝高輪薩摩藩下邸にて生まれる。
- 享保14年（1729年）3月25日、島津吉貴より、兄・兼武と共に、永列藩臣として職禄（御料理役）を受ける。
- 土佐藩主・松平土佐守豊敷（山内豊敷）家臣中根覚左衛門の娘茂登と結婚。
- 享保18年（1733年）9月16日、御包丁人役。
- 宝暦4年（1754年）10月23日、武蔵国荏原郡芝高輪薩摩藩下邸にて死去。享年55。

## 奉職歴
※月日は旧暦
- 享保14年（1729年）3月25日、御料理役。
- 享保18年（1733年）9月16日、御包丁人役。

## 出自
薩摩早川家は、元禄7年（1694年）3月21日、桑名藩藩主松平定重の五女・富姫が薩摩藩藩主島津吉貴の正室・福姫として嫁入り時に早川茂左衛門が侍者として桑名から江戸薩摩屋敷に移ったことに始まる。早川茂左衛門には長男兼武、二男定景、三男兼猶の3子があり、定景は桜井家へ養子に行った。享保14年（1729年）3月25日、吉貴より兼武および兼猶が永列藩臣として禄を受ける。
- 早川兼武家：（初代）兼武―>（2代）？
- 早川兼猶家：（初代）兼猶―>（2代）兼友―>（3代）兼道―>（4代）兼満―>（5代）兼照[注釈 2]―>（6代）兼徴―>（7代）駿一―>（8代）？